# Bistum Tumaco
Das Bistum Tumaco (lat.: Dioecesis Tumacoënsis, span.: Diócesis de Tumaco) ist eine in Kolumbien gelegene römisch-katholische Diözese mit Sitz in Tumaco.

## Geschichte

Wappen des Bistums Tumaco

Das Bistum Tumaco wurde am 1. Mai 1927 durch Papst Pius XI. mit der Apostolischen Konstitution Qui peculiari aus Gebietsabtretungen der Bistümer Cali und Pasto als Apostolische Präfektur Tumaco errichtet. Am 14. November 1952 gab die Apostolische Präfektur Tumaco Teile ihres Territoriums zur Gründung des Apostolischen Vikariates Buenaventura ab. Eine weitere Gebietsabtretung erfolgte am 5. April 1954 zur Gründung der Apostolischen Präfektur Guapi.
Am 7. Februar 1961 wurde die Apostolische Präfektur Tumaco durch Papst Johannes XXIII. mit der Apostolischen Konstitution Regnum Christi zum Apostolischen Vikariat erhoben. Das Apostolische Vikariat Tumaco wurde am 29. Oktober 1999 durch Papst Johannes Paul II. mit der Apostolischen Konstitution Carmelitarum Excalceatorum zum Bistum erhoben und dem Erzbistum Popayán als Suffraganbistum unterstellt.

## Ordinarien

### Apostolische Präfekten von Tumaco
- Bernardo Merizalde Morales OAR, 1928–1949
- Peitro Nel Ramirez OAR, 1949–1954
- Luis Francisco Irizar Salazar OCD, 1954–1961

### Apostolische Vikare von Tumaco
- Luis Francisco Irizar Salazar OCD, 1961–1965
- Miguel Angel Lecumberri Erburu OCD, 1966–1990
- Gustavo Girón Higuita OCD, 1990–1999

### Bischöfe von Tumaco
- Gustavo Girón Higuita OCD, 1999–2015
- Orlando Olave Villanoba, 2017–2024, dann Bischof von Ocaña
  - Sedisvakanz seit 11. Juli 2024